# Annabelle Serpentine Dance
Annabelle Serpentine Dance és un curtmetratge mut estatunidenc produït i dirigit per Edison Manufacturing Company el 1895. És una de les diverses pel·lícules produïdes per l'estudi a la fi del segle xix. Cada curt mostra la popular dansa serpentina interpretada per Annabelle Moore. Moltes de les versions es distribueixen en color, que va ser tenyit a mà.

## Argument
El ball es realitza en successió en un tret de bloqueig. El primer està en una faldilla que flueix, sostinguda per les seves mans amb els braços estesos. Ella somriu, amb ales de papallona a l'esquena i les ales de Mercuri en el pèl. El seu ball emfatitza el moviment de les seves cames visibles i nues. Ella trepitja alt, s'inclina i es mou a la seva dreta i esquerra. La segona ballarina té una faldilla llarga i voluminosa, i sosté pals en cada mà subjecta a les vores exteriors de la faldilla. Els patrons fluids de la faldilla dels moviments dels seus braços li donen a la segona escena una sensació diferent de la primera.

## Producció i Distribució
Es van llançar diverses versions de la pel·lícula en quatre dates: 10 d'agost de 1894; febrer de 1895; abril o agost de 1895 i 8 de maig de 1897. a pel·lícula va ser dirigida per William Kennedy Dickson i William Heise. Heise també va ser productor i operador de càmera.
Els historiadors cinematogràfics han comentat sobre les possibilitats que els espectadors redueixin la velocitat de les imatges; no era tècnicament possible en altres formes d'art.